# 北新·松本大學前站
北新·松本大學前站（日语：／ Kitanii, Matsumotodaigakumae eki */?）是位於長野縣松本市大字新村，屬於Alpico交通的上高地線車站。車站編號為AK-07。

## 歷史
- 1921年（大正10年）10月2日 - 筑摩鐵道開設北新站[1]。
- 1922年（大正11年）10月31日 - 公司名稱改為筑摩電氣鐵道。
- 1932年（昭和7年）12月2日 - 公司名稱改為松本電氣鐵道。
- 2002年（平成14年）2月2日 - 隨著松本大學開校，車站名稱改為北新·松本大學前[1][2]。
- 2011年（平成23年）4月1日 - 公司名稱改為Alpico交通。

## 車站構造
本站是地面車站，設有1面1線單式月台。此站是委托車站，平日7:20至20:00之間設有職員當值進行售票業務。
車站東邊直至2016年11月8日前設有長野縣內唯一的電鐘平交道。在11月8日尾班列車通過後，平交道警報聲便切換為電子音。舊的電鐘式警報方法是使用物理的方法敲聲鐘聲，因此需要定期人手維護，例如定期補充潤滑油等。該裝置在1980年已經設置。上高地線截至2011年還有約10個相同的平交道，這些電鐘警報方式平交道開始替換為電子警報方式。在裝置替換前有許多鐵路迷到訪，以錄取電鐘警報聲音。

## 使用狀況
根據「松本市統計書」，以下為1日平均乘車人次列表：
| 乘車人次變化 | 乘車人次變化 |
| 年度         | 1日平均人次  |
| ------------ | ------------ |
| 2009         | 414          |
| 2010         | 444          |
| 2011         | 489          |
| 2012         | 526          |
| 2013         | 597          |
| 2014         | 596          |
| 2015         | 597          |
| 2016         | 603          |
| 2017         | 586          |

## 車站周邊
- 物臭太郎（日语：物くさ太郎）傳承地[1]
- 新村郵局

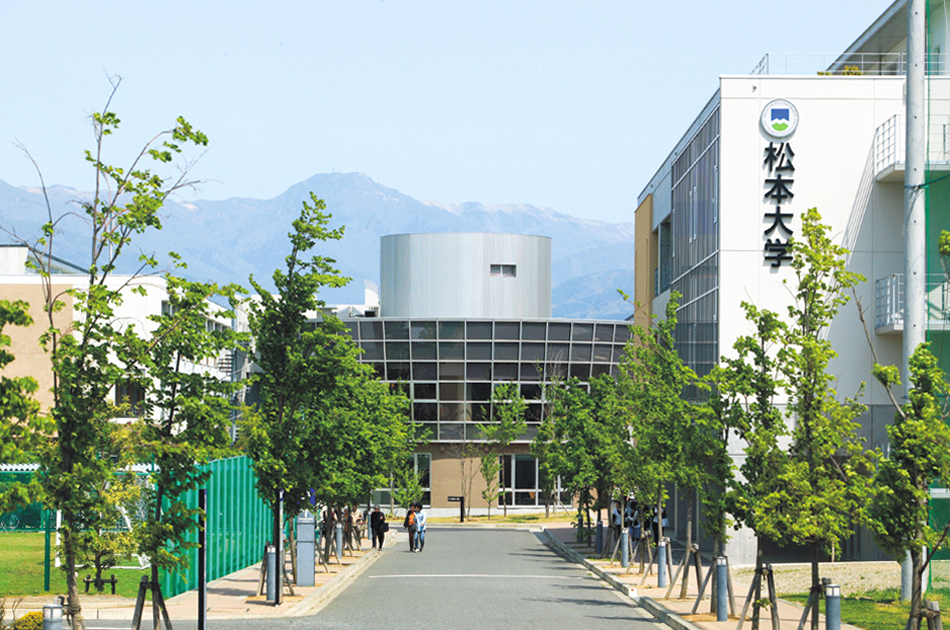
松本市政廳新村出張所（日语：松本市役所#支所・出張所）
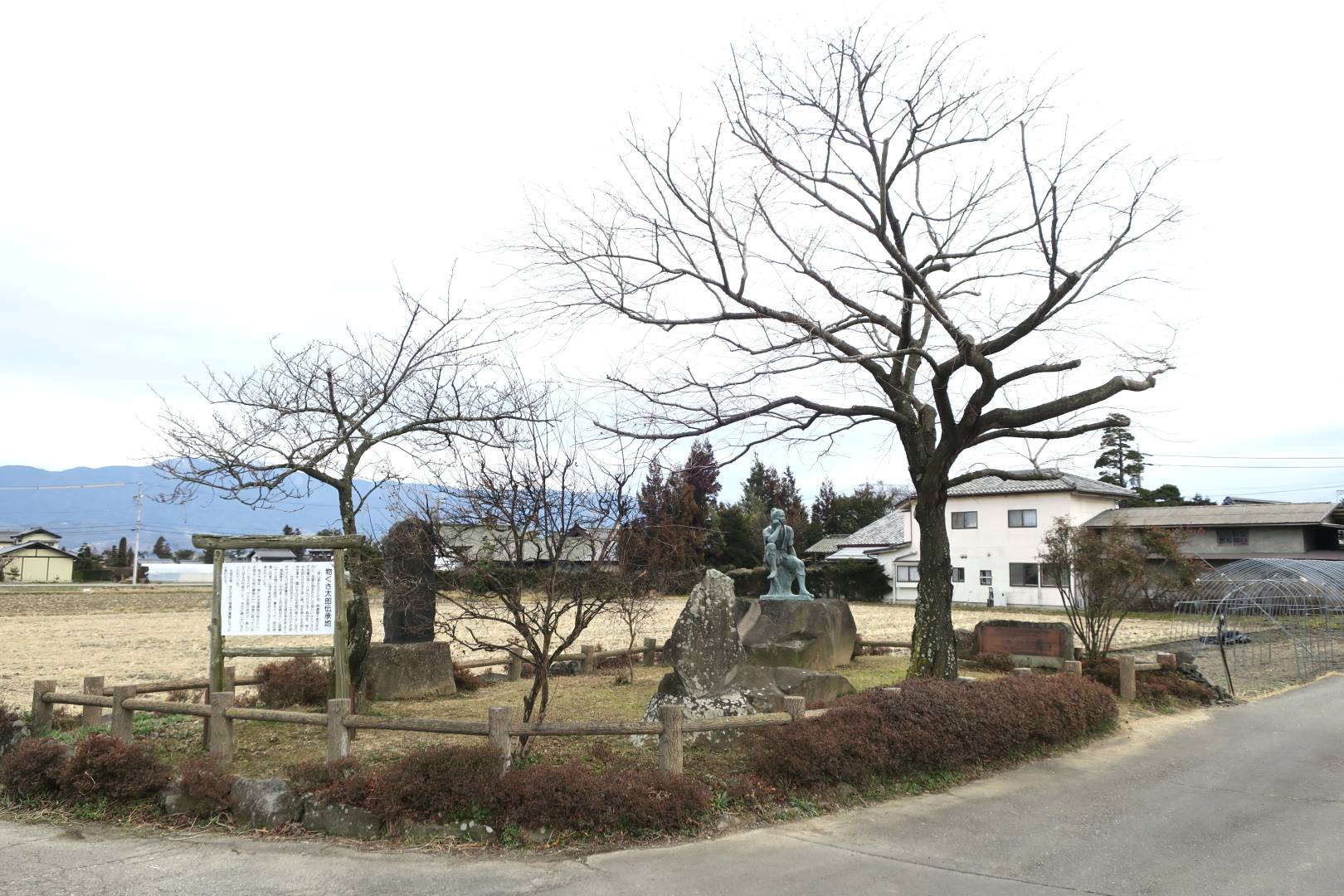
物臭太郎傳承地

- 松本大學（日语：松本大学）[1]
- 松本大學松商短期大學部[1]
- 國道158號

- 松本大學
- 物臭太郎傳承地

## 巴士路線
北新・松本大學前巴士站
- 松本市西部地域社區巴士（截至2013年10月[5]）
  - A線（島內、新村線）：（Lara松本（日语：ラーラ松本）～）島內站～（丸之內醫院（日语：丸の内病院）～）小宮團地～北新・松本大學前～新村站
  - B線（新村、平田線）：（新村站～）北新・松本大學前～神林出張所（日语：神林 (松本市)）～二子團地（日语：笹賀 (松本市)）～平田站（～Tsuruya平田店）

## 其他
在此站改名為，現時成為長野縣最長站名，第二名為戶狩野澤溫泉站。

## 相鄰車站
Alpico交通
上高地線
下新（AK-06）－北新·松本大學前（AK-07）－新村（AK-08）

## 注腳
1. 1 2 3 4 5 6 7 8 9  信濃毎日新聞社出版部. . 信濃毎日新聞社. 2011-07-24: 311. ISBN 9784784071647 （日语）.
2. ↑  . RAIL FAN (鐵道友之會). 2002-05-01, 49 (5): 24 （日语）.
3. ↑  營業時間參考自由松本電氣鐵道發行的2009年12月16日改正時間表。
4. ↑  《信濃毎日新聞》2016年11月16日
5. ↑  西部地域コミュニティーバス （页面存档备份，存于）（日語）